# Sousa plumbea
Sousa plumbea is een zoogdier uit de familie van de dolfijnen (Delphinidae). De wetenschappelijke naam van de soort werd voor het eerst geldig gepubliceerd door Georges Cuvier in 1829.

## Voorkomen
De soort komt voor in de Indische Oceaan, Rode Zee en Perzische Golf, voor de kusten van Zuid-Afrika tot India.